# Euploea tyra
Euploea tyra är en fjärilsart som beskrevs av Morishita 1981. Euploea tyra ingår i släktet Euploea och familjen praktfjärilar. Inga underarter finns listade i Catalogue of Life.